# Prinquiau
Prinquiau (bretonisch: Prevenkel) ist eine französische Gemeinde mit 3.557 Einwohnern (Stand: 1. Januar 2022) im Département Loire-Atlantique in der Region Pays de la Loire; sie gehört zum Arrondissement Saint-Nazaire und zum Kanton Blain. Die Einwohner werden Prinquelais genannt.

## Geographie
Die Gemeinde Prinquiau liegt im Regionalen Naturpark Brière, 17 Kilometer nordöstlich von Saint-Nazaire und etwa 40 Kilometer nordwestlich von Nantes im sumpfigen Gebiet nördlich der Loire-Mündung in den Atlantik. Umgeben wird Prinquiau von den Nachbargemeinden Campbon im Norden, La Chapelle-Launay im Osten, Donges im Süden, Besné im Westen sowie Pontchâteau im Nordwesten. Durch die Gemeinde führen die autobahnartig ausgebauten Nationalstraßen 171 und 165.

## Geschichte
Als Prehinquel taucht der Ort erstmals 1090 auf der Karte der Abtei Saint-Cyprien in Poitiers auf.

### Bevölkerungsentwicklung
| Jahr                       | 1962 | 1968 | 1975 | 1982 | 1990 | 1999 | 2006 | 2013 | 2022 |
| Einwohner                  | 1220 | 1214 | 1475 | 2009 | 2175 | 2053 | 2674 | 3382 | 3557 |
| Quellen: Cassini und INSEE |      |      |      |      |      |      |      |      |      |

## Sehenswürdigkeiten
- Kirche Saint-Côme-Saint-Damien
- Herrenhaus L’Escuray aus dem 17. Jahrhundert

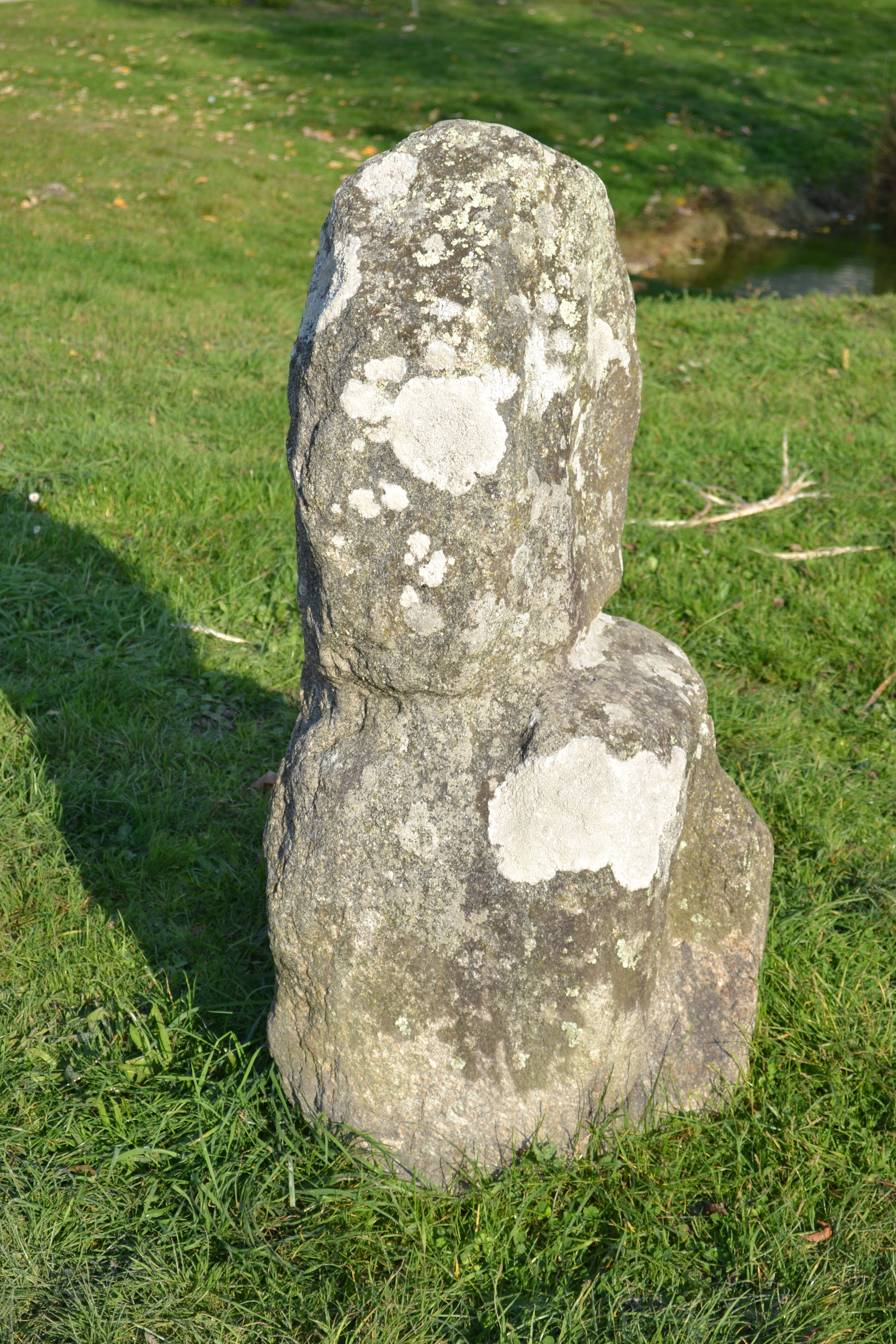
Menhir de la Mazière
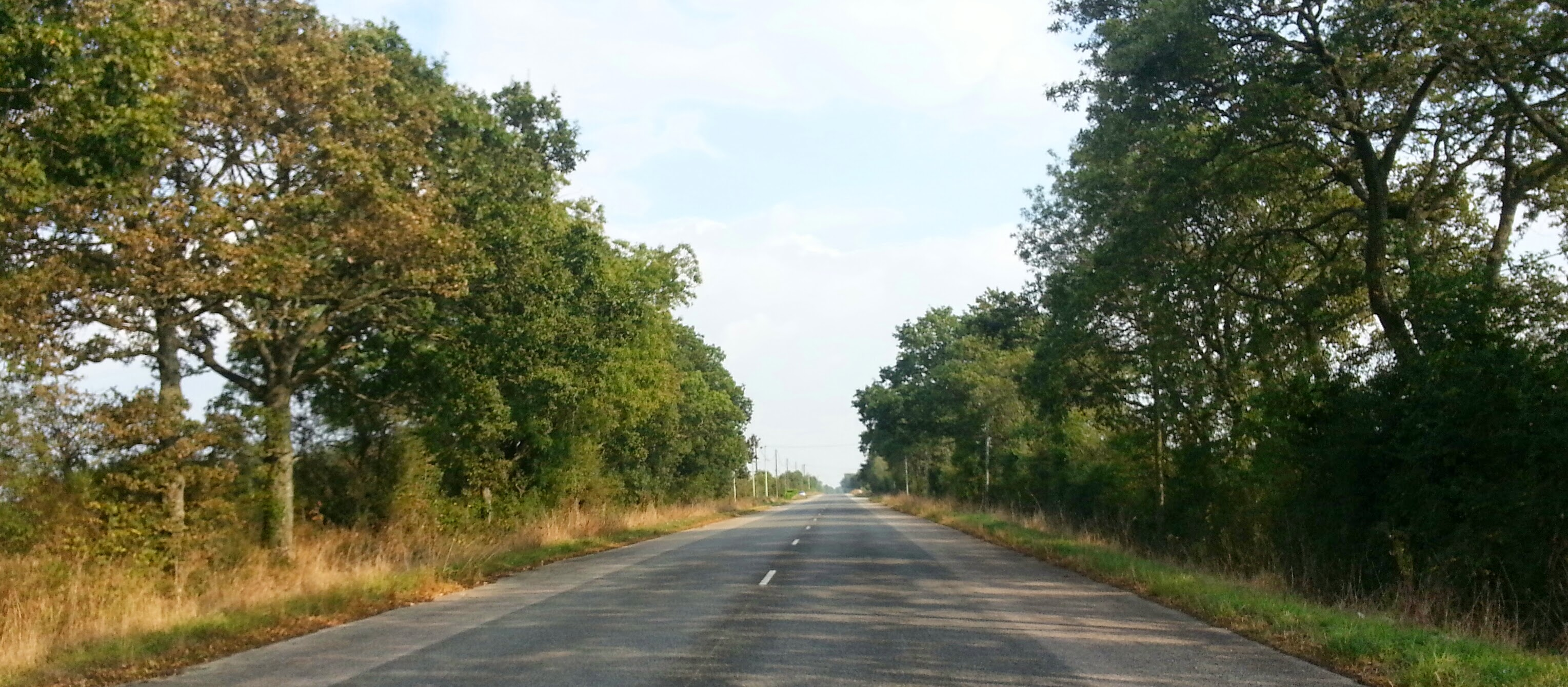
Alte N 165 vor dem Bau der neuen Schnellstraße, heute verwaist

- Menhir de la Mazière
- Alte N 165 vor dem Bau der neuen Schnellstraße, heute verwaist

## Persönlichkeiten
- René Grenier (1943–2004), Radrennfahrer